# Taira (clan)

De vlinder-mon van de Taima genaamd Ageha-chō (揚羽蝶).

De Taira (平氏, Heishi) was een grote Japanse clan van samoerai ten tijde van de Heianperiode en de vroege Kamakuraperiode. Samen met de Minamoto was de Taira een clan die ontstond toen de keizers van de Heianperiode bepaalde ex-leden van de keizerlijke familie bepaalde titels en rechten toekende, die van vader op zoon konden worden doorgegeven. 
Enkele kleinzonen van keizer Kammu waren de eersten die de naam Taira mochten dragen. Zij kregen die naam in 825 of later. Nadien kregen nakomelingen van keizer Nimmyo, Montoku, en Kōkō de achternaam. 
De Taira was een van de vier belangrijkste clans die de Japanse politiek domineerden tijdens de Heianperiode (794-1185). De anderen waren de Fujiwara, Tachibana en Minamoto. 
De Kammu Heishi-familielijn, die in 889 begon met Taira no Takamochi (een achterkleinzoon van de 50e Kammu tenno) was de sterkste en meest dominante familielijn binnen de Taira. Taira no Kiyomori richtte zelfs de eerste door samoerai gedomineerde overheid van Japan op. Een achterkleinzoon van Heishi Takamochi, Taira no Korihira, verhuisde naar de provincie Ise en stichtte daar een grote daimyodynastie. Zijn kleinzoon, Masamori, en achterkleinzoon, Tadamori, werden loyale volgelingen van de tennos Shirakawa en Toba. Taira no Kiyomori, zoon en erfgenaam van Tadamori, werd daijō daijin (grote staatsminister) na zijn overwinningen in de Hogen-opstand (1156) en de Heiji-opstand (1160). Kiyomori slaagde erin zijn kleinzoon in 1180 te laten kronen tot keizer Antoku. Deze daad leidde echter tot het uitbreken van de Genpei-oorlog (1180-85), de Taira-Minamoto oorlog.
De Kanmu Heishi-familielijn kwam tot een einde door de nederlaag van de Taira tegen het leger van Minamoto no Yoritomo. De familielijn had echter nog wel veel zijtakken, waaronder de Hojo, Chiba, Miura en Hatakeyama.
De Oda-clan beweerde ten tijde van Oda Nobunaga (1534-1582) af te stammen van de Taira via Taira no Chikazane, een kleinzoon van Taira no Shigemori (1138-1179).